# 塞维利亚王宫

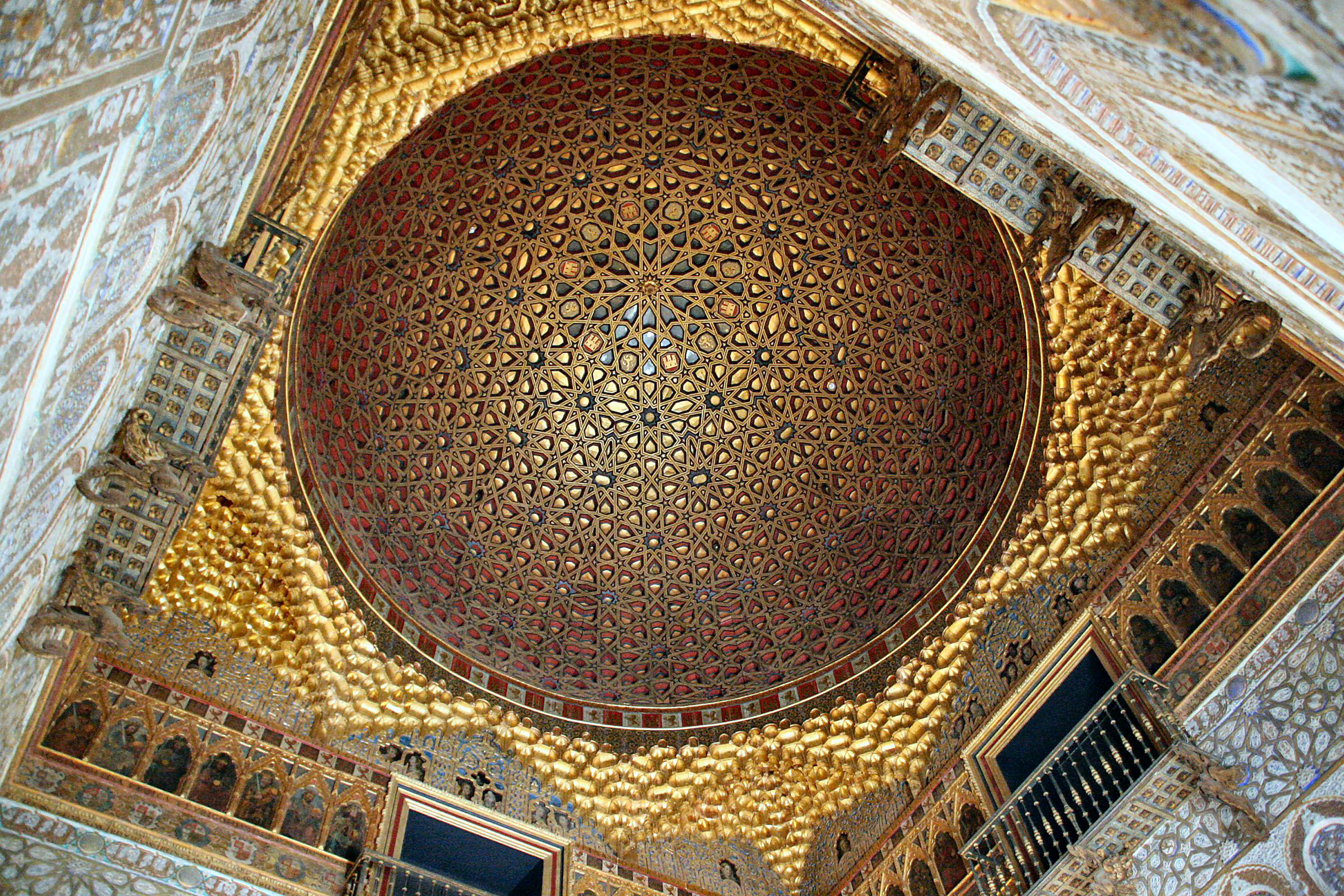
穆迪札尔风格

塞维利亚王宫（西班牙语：Alcázares Reales de Sevilla）是西班牙塞维利亚的一座王宫。最初这里是一座摩尔人的堡垒。阿尔卡萨尔（Alcázar）来源于阿拉伯语 القصر, al-qasr，意为宫殿。穆瓦希德王朝最早在此处兴建了宫殿 。塞维利亚王宫是穆迪札尔风格（mudéjar）建筑留存的最佳实例之一。此后君主们又加以增建。塞维利亚王宫的上层目前仍是王室在塞维利亚的正式驻地，由国家遗产管理。
塞维利亚王宫从狮子门进入，内部有暴君佩德罗的庭院、少女庭院 ，以及美丽的花园。

## 外部連結
- Ibn Khaldun. The Mediterranean in the 14th century: Rise and fall of Empires （页面存档备份，存于） (Exhibition at the Alcázar)
- Images of the Alcázar in Seville （页面存档备份，存于） - 105 images with good descriptions of the Alcázar and its history.
- Casa de la Contratación - in depth historical article.

37°23′02″N 5°59′29″W / 37.38389°N 5.99139°W